# III. Márton pápa
III. Márton (latinul: tévesen Marinus II), (? – 946. május 1.) léphetett a pápai trónra a történelem folyamán a 130.-ként 942. október 30-án. A történelem úgy emlékezik meg róla, mint egy olyan egyházfőről, akit a világi politika változásai segítettek trónra, és ezért valós hatalma alig volt.

## Élete
Rómában született. Nemesi származású volt, és hamarosan az egyház szolgálatába állt. Buzgó hit nem igazán jellemezte, de jó kapcsolatai és szorgalma miatt hamarosan egyre magasabb funkciót töltött be. Az erkölcsileg romlott középkorban nem számított kirívó esetnek, hogy esetenként a klérus is felvette a környező laikus világ becstelenségét, hataloméhségét. Ez azért is volt elfogadott, mert abban az időben a világi vezetők helyezték hivatalukba az egyháziakat.
Így történt ez 942. október 30-án is, amikor II. Alberik, Róma hercege az elűzött VIII. (IX.) István pápa után Mártont (vagy más néven Marinust) jelölte ki Szent Péter trónjának örökösévé. Persze a pápaválasztó zsinat jelképesen összeült, és áldását adta Alberik döntésére. A hivatal betöltése előtt a Szent Ciriacus-templom címzetes bíborosa volt. Pontifikátusáról a korabeli krónikák egybehangzóan azt írták, hogy minden komoly politikai döntést került, mert Alberik nem akarta, hogy az egyházfő beleavatkozzon az európai nagyhatalmak ügyeibe. A jelentősebb spirituális tennivalókat is "levette" Alberik Márton válláról, így a pápának igazán alig maradt tennivalója.
Márton aktívan támogatta a szerzetesrendeket, főként a clunyi kongregációt, amelynek fő célja volt, hogy megreformálják az egész kontinens erkölcsét, társadalmi rendjét. Ennek megvalósítását az egyház alapvető megújításában látták. Követei által a pápai hivatal minden keresztény udvarral jó kapcsolatokat tartott fenn, és ha Alberik engedélyezte, akkor Márton bizonyos politikai lépésekre is kész volt. Ez azonban ritkán esett meg. Azt mégsem lehet elmondani, hogy nem hagyott semmi jelentőset az utókorra. Egyrészt támogatta az egyházi reformokat, amivel egy később kiteljesedő folyamatot tett elfogadottá magas körökben. Itáliaszerte templomépítésekbe fogott, és sok szent hely újult meg regnálása idején. A városi szegénység is hálásan emlékezett meg Mártonról, hiszen sok adományt és egyéb segítséget adott nekik. A jámbor egyházfő 946 májusában halt meg.

## Művei
- Documenta Catholica Omnia (latin nyelven). (Hozzáférés: 2011. december 6.)

## Online források
- Magyar Katolikus Lexikon